# Sulfeto de cromo(III)

Sulfeto de cromo(III) é um composto inorgânico de fórmula química Cr2S3.

## Propriedades
Sulfeto de cromo(III) possui aspecto de  pó preto-amarronzado e se funde a 1350 °C. É essencialmente insolúvel em água. Quando aquecido o suficiente, oxida-se na presença de ar.